# Hymn for the Weekend
«Hymn for the Weekend» és una cançó de la banda britànica Coldplay llançada com a segon senzill de l'àlbum d'estudi A Head Full of Dreams el 25 de gener de 2016. El tema incorpora la veu de la cantant estatunidenca Beyoncé malgrat que el seu nom no apareix citat als crèdits, però si en el videoclip. Fou coproduïda per Rik Simpson, Stargate, Digital Divide i Avicii.
La idea original fou de Chris Martin amb la intenció de crear una cançó de festa, no obstant, els seus companys pensaven que no era un bona idea, la cançó era bona però no s'hi veien cantant aquesta cançó. Llavors van pensar en preguntar a Beyoncé, amiga de Martin des de feia anys, per oferir-li col·laborar amb la banda i, ella va acceptar la petició.
El videoclip fou rodat en diverses ciutats índies entre els quals es troben Vasai-Virar, Benarés, Bombai i Calcuta. Dirigit per Ben Mor, està basat en la festivitat índia Holi. Beyoncé i la famosa actriu local Sonam Kapoor també apareixen en el videoclip. Va rebre forces crítiques per mostrar una societat índia molt estereotipada.

## Llista de cançons
| 1. | «Hymn for the Weekend» | 4:18 |

| 1. | «Hymn for the Weekend» (Radio Edit) | 4:00 |

| 1. | «Hymn for the Weekend» (SeeB Remix) | 3:32 |

| 1. | «Hymn for the Weekend» (Alan Walker Remix) | 3:50 |

## Crèdits
Coldplay
- Guy Berryman – baix
- Jonny Buckland – guitarra elèctrica
- Will Champion – bateria, percussió, veus addicionals
- Chris Martin – cantant, piano, guitarra acústica

Músics addicionals
- Tim Bergling – programació addicional
- Regiment Horns – metall
- Beyoncé Knowles – cantant